# Jeff Noon

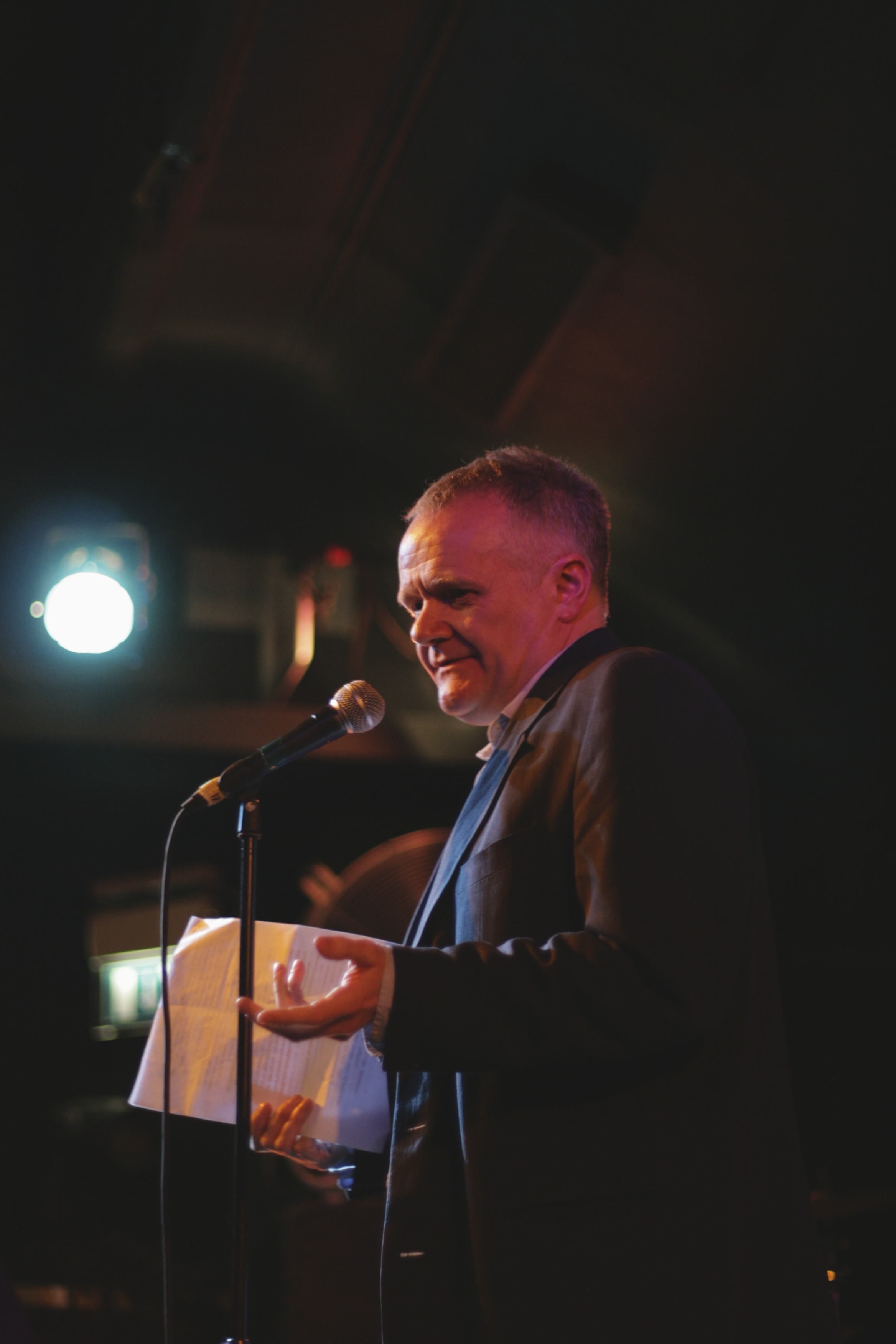
Jeff Noon

Jeff Noon (1957, Droylsden (nabij Manchester)) is een auteur van voornamelijk surrealistische en absurde sciencefiction. Hij heeft zich ook beziggehouden met schilderen, muziek en drama, maar dit leverde hem minder succes op dan zijn schrijfsels.

## Vurt series
- Vurt (Ringpull Press) 1993; in het Nederlands: Vurt. Utecht, Het Spectrum, 1996 ISBN 90-274-4748-9
- Pollen (Fourth Estate) 1995; in het Nederlands: Pollen. Utecht, Het Spectrum, 1996 ISBN 90-274-4751-9
- Automated Alice (Transworld) 1996
- Nymphomation (Transworld) 1997

## Nyquist Mysteries
- A Man of Shadows, 2017
- The Body Library, 2018
- Creeping Jenny, 2020
- Within Without, 2021

## Ander werk
- Needle In The Groove (Transworld) 2000
- Cobralingus (Codex) 2000
- Falling Out of Cars, 2002
- Channel SK1N, 2012
- Slow Motion Ghosts, 2019

Het boek Needle In The Groove (over de belevingswereld vol drugs-trips van een groep muzikanten in Manchester) gaat vergezeld van een muziekalbum, welke Noon samen met David Toop maakte.

### Verzameld werk van korte verhalen
- Pixel Juice (Transworld) 1998
- Cobralingus, 2001
- Mappalujo, 2002 - samen met Steve Beard
- 217 Babel Street, 2008 - samen met Susanna Jones, Alison MacLeod en William Shaw

Jeff Noon publiceert ook "microficties" die zich afspelen in Sparkletown onder het pseudoniem @temp_user9.
- Biblioteca Nacional de España: XX1513409
- Bibliothèque nationale de France: cb12570829p (data)
- CiNii: DA09688722
- Gemeinsame Normdatei: 115706607
- International Standard Name Identifier: 0000 0000 6307 9255
- Library of Congress Control Number: n94050424
- Nationale Bibliotheek van Letland: 000076678
- MusicBrainz: 6d2df488-3dba-432d-9620-143a283b26fb
- Bibliotheek van het Japanse parlement: 00515271
- Nationale Bibliotheek van Tsjechië: xx0013557
- Nationale Bibliotheek van Israël: 987007312130105171
- Nederlandse Thesaurus van Auteursnamen: 136172784
- Système universitaire de documentation: 035020539
- Virtual International Authority File: 66583697
- WorldCat: E39PBJgXbJQyy9FHCfdr8rWxDq